# ISDA
ISDA (International Swaps and Derivatives Association, "Associació Internacional de Swaps i derivats") és una organització professional que agrupa els majors actors del mercat de derivats de crèdit.
L'objectiu principal de l'organització és establir un marc de referència mitjançant contractes estàndard. La importància de l'organització en la negociació d'aquest tipus de productes prové de la bilateralitat dels contractes (OTC - Over The Counter), és a dir, que no es tracta d'un mercat organitzat amb regles específiques.
A més de les activitats legals i polítiques, la ISDA treballa en el FpML (Financial products Markup Language), un estàndard de XML per a la indústria dels derivats OTC.